# Новоспасское (усадьба)
Новоспа́сское — родовое имение русского композитора Михаила Ивановича Глинки, в настоящее время является мемориальным музеем композитора.

## География
Усадьба расположена в юго-восточной части Смоленской области в 22 км к югу от районного центра — г. Ельня, на реке Десна.

## История
- Первоначальное название усадьбы — «пустошь Шатьково» по расположенной рядом деревне Шатьково. В 1750 г. она перешла во владение деда М. И. Глинки — отставного майора Николая Алексеевича Глинки. В 1654 г. образован православный приход в честь Преображения Господня (Спаса) и село получило название Спасское. В 1786 году была построена новая каменная Спасо-Преображенская церковь, а также деревянный дом, в котором впоследствии родился великий русский композитор. По названию церкви «Спасо-Преображенская» была названа усадьба — Новоспасское.
- Усадебный дом в Новоспасском был построен отцом композитора Иваном Николаевичем Глинкой в 1807—1810 годы на месте предыдущего. Из передаточной описи, составленной членом ельнинской дворянской опеки 18 июня 1860 года, известно, что это был: «…деревянный двухэтажный дом, на каменном фундаменте, с коридором, крытый гонтом, но от времени ветхим, и обшит тесом с крыльцом и 4 балконами, внутри обит бумажными обоями, в нижнем этаже 17 комнат, в них окон с двойными рамами, медными ручками, задвижками и крючками 40 <…>, печей голландских из простых изразцов со всею принадлежностью — 16»[2][3]

- Во время Отечественной войны 1812 г. капитан Глинка вместе с семьёй вынужден был покинуть имение и временно поселиться в Орле. В это время крестьяне, оставшиеся в деревне, мужественно сопротивлялись французам. Они заперлись в церкви от отряда французов и в итоге отстояли её, но остальная часть имения была разграблена. В 1813 году после возвращения Иван Николаевич отремонтировал (а по сути, выстроил заново) усадебный дом.
- После смерти Ивана Николаевича Глинки (1834), имение перешло к матери композитора, затем (после 1851 года) к его младшей сестре, Ольге Ивановне Измайловой[4]. Через три года (в 1859) Ольга Ивановна скончалась, и имение досталось её мужу, ген-м. Измайлову (1818 — после 1876), В 1879 году дом был продан купцу Ф. Т. Рыбакову[2][5]. Деревянный дом и часть флигелей были в 1882 году разобраны и перевезены в Коломну, где из этого материала были построены казармы для военных. Само же имение Новоспасское после этого пришло в полный упадок.

- В 1933 настоятель Новоспасской церкви Фёдор (Рафаил) Тиванов был арестован вместе с семьей и увезён в неизвестном направлении. Также были арестованы несколько активистов прихода со старостой Лисовским и увезены на строительство канала Москва — Волга. Впоследствии все реабилитированы, дело находится в архиве УФСБ по Смоленской обл. Храм был разграблен, в нём местные коммунары хранили сено и ставили лошадей. Колокола были сброшены, самый большой (106 пуд., отлит в честь победы над французами) разбился. Один из уцелевших колоколов находится в музее музыкальной культуры им. Глинки (г. Москва).
- Остальная часть истории усадьбы относится уже к нашим дням. В 1976 году по решению Министерства культуры РСФСР и Союза композиторов началось восстановление двухэтажного деревянного дома и самой усадьбы. 27 мая 1982 года был открыт музей-усадьба М. И. Глинки.
- Из-за царившего в советские времена гонения на церковь во время реставрации усадьбы, Спасо-Преображенская усадебная церковь восстановлена не была. Её ремонт начался только в 1990 году. В настоящий момент церковь является действующей, настоятелем церкви является протоиерей Николай Привалов.

## Архитектура
Архитектор усадьбы в настоящее время неизвестен.
На первом этаже господского дома располагались хозяйственные помещения, бильярдная, столовая, зал, гостиная, диванная, на втором этаже — спальни и детская. Потолки комнат были расписаны лучшими московскими мастерами.
Мебель была в каждой комнате из особого дерева. Великолепные зеркала, паркеты, люстры, лампы... Все было сделано с таким вкусом и изяществом, что ежели бы перевезти наш дом в Петербург, то он не был бы одним из последних. Выстроен был он весь из дуба и сосны - прочного хорошего леса.
Л. И. Шестакова
Перед балконом дома огромный «скатистый луг» открывал панораму на берега реки, на заречные поля и луга.
Кроме господского дома в Новоспасском было ещё несколько построек — два флигеля, сооруженные в 1806—1811 годы, «господская баня», мельница, оранжереи, сукновальня и т. п. Все они были деревянными и до наших дней не сохранились, как и сам господский дом.
Из каменных сооружений первой в усадьбе была церковь, которая и в плане и в композиционном решении повторяла тип храма в селе Аполье, построенного на тридцать с лишним лет раньше. Сравнивая эти две постройки, можно легко обнаружить временную разницу, хотя обе они выдержаны в стиле барокко. В 1780-е годы, когда строилась церковь в Новоспасском, стиль барокко завершал период своего расцвета в русской провинции. Декоративное решение фасадов становится намного скромнее, и нет уже той динамики форм, какая была в архитектуре Смоленщины в середине века. Полукруглые фронтоны стали гораздо меньших размеров, окна и вход имеют только ленточные обрамления.
Особое место в облике Новоспасского занимает огромный парк, покрывающий всю территорию усадьбы. До сих пор неизвестно, кто являлся его создателем.
Усадьба имеет очень сложный рельеф местности. Несмотря на это, парковому художнику удалось с блеском использовать все особенности этого рельефа. Основу парка составляют липы, вязы, клёны, дубы и ясени. Небольшие группы деревьев и кустарников чередуются с полянами и маленькими лужайками, засаженными цветами. Одна из лужаек носила название «Амуров лужок» — здесь среди роз стояла мраморная статуя Амура.
Во время войны много деревьев было вырублено, и сейчас в парке Новоспасского сохранилось только около трёхсот вековых деревьев, среди которых — девять дубов, посаженных самим М. И. Глинкой. Сохранился и дуб-исполин, под которым Глинка сочинял партитуру «Руслана и Людмилы».
Естественной границей парка служила река Десна. На небольшом островке посреди реки, получившем название «островок Муз», стояли беседки для отдыха. На безымянном ручье, впадающем в Десну, был устроен каскад прудов.
В обустройстве сада активно участвовал Иван Николаевич Глинка. Он специально выписывал из Петербурга, Риги и даже из-за границы саженцы и луковицы редких растений и цветов.

## М. И. Глинка
Великий русский композитор Михаил Иванович Глинка родился в усадьбе Новоспасское 20 мая 1804 года (ст. ст.).
Я родился 1804 года мая 20 утром, на заре, в селе Новоспасском, принадлежавшем родителю моему, капитану в отставке Ивану Николаевичу Глинке. Имение это находится в двадцати верстах от города Ельни Смоленской губернии; оно расположено по реке Десне (близ её истока) и в недальном расстоянии окружено непроходимыми лесами, сливающимися с знаменитыми Брянскими лесами...
М. И. Глинка
Здесь, в имении отца, Глинка провёл 12 лет детства, и покинул его в 1817 году, когда уехал учиться в Санкт-Петербург в Благородный пансион для юношей.
Глинка очень любил Новоспасское. И много лет спустя он часто приезжал в родные места, а впечатления от жизни в усадьбе неизменно находили отражение в его творчестве.
В последний раз М. И. Глинка побывал в Новоспасском в июне 1847 года.
Я прибыл в Новоспасское в добром здоровье, но скоро начал чувствовать, что аппетит и сон начали исчезать. Желая поддержать себя, я для гимнастики начал маленьким топором рубить лишние липы, коих было множество, чтобы дать простор дубам, вязам и другим деревьям. 
М.И.Глинка
Но здоровье его продолжало ухудшаться, и Глинка уехал в Петербург. А когда в 1851 году умерла мать композитора, поездки в Новоспасское утратили для него всякий смысл, и Глинка написал сестрам, что «никогда более без матушки в Новоспасское не приедет».

## Современность
На данный момент в усадьбе работает мемориальный музей М. И. Глинки. Этот музей является первым и единственным музеем композитора. В пяти комнатах дома размещена экспозиция, рассказывающая о его жизни и творческой деятельности. Восстановлены зал, столовая, бильярдная, кабинеты отца и самого композитора, комната птиц.
Ежегодно в конце мая — начале июня на Смоленщине проводится музыкальный фестиваль имени М. И. Глинки, завершение которого традиционно проходит в Новоспасском. В эти дни в усадьбе особенно многолюдно. В 2004 г. вся Россия отмечала 200-летие со дня рождения Михаила Ивановича Глинки. Часть празднований проходила в родовой усадьбе композитора.

## Интересные факты
Летом 2013 года на территории усадьбы проходили съемки художественной кинокартины режиссёра Веры Глаголевой «Две женщины», снятой по мотивам классической пьесы И. С. Тургенева «Месяц в деревне». Главные роли в фильме исполнили Анна Вартаньян, Александр Балуев, британский актёр Рэйф Файнс, Анна Леванова и Никита Волков.